# Golem Volley 2016-2017
Questa voce raccoglie le informazioni riguardanti la Golem Volley nelle competizioni ufficiali della stagione 2016-2017.

## Stagione
Nella stagione 2016-17 la Golem Volley di Palmi partecipa per la seconda volta consecutiva al campionato di Serie A2 e si qualifica, per la prima volta, alla Coppa Italia di Serie A2 venendo eliminata ai quarti di finale. La stagione in campionato invece si conclude al decimo posto finale in classifica.
La società non presenta la domanda d'iscrizione al campionato 2017-18.

## Organigramma societario
Area direttiva
- Presidente: Massimo Salvago

Area tecnica
- Allenatore: Pasqualino Giangrossi
- Allenatore in seconda: Patrizio Okechukwu

## Risultati

### Coppa Italia di Serie A2

#### Fase a eliminazione diretta
| Quarti di finale - 18 gennaio 2017 PalaSurace, Palmi     | Golem      | 0 - 3 | Filottrano | 22-25, 18-25, 18-25               |
| Quarti di finale - 24 gennaio 2017 PalaBaldinelli, Osimo | Filottrano | 3 - 2 | Golem      | 25-19, 22-25, 22-25, 25-14, 15-11 |

## Statistiche

### Statistiche di squadra
| Competizione             | Punti | In casa | In casa | In casa | In trasferta | In trasferta | In trasferta | Totale | Totale | Totale |
| Competizione             | Punti | G       | V       | P       | G            | V            | P            | G      | V      | P      |
| ------------------------ | ----- | ------- | ------- | ------- | ------------ | ------------ | ------------ | ------ | ------ | ------ |
| Serie A2                 | 37    | 13      | 8       | 5       | 13           | 4            | 9            | 26     | 12     | 14     |
| Coppa Italia di Serie A2 | -     | 1       | 0       | 1       | 1            | 0            | 1            | 2      | 0      | 2      |
| Totale                   | -     | 14      | 8       | 6       | 14           | 4            | 10           | 28     | 12     | 16     |

G = partite giocate; V = partite vinte; P = partite perse